# Солдатенко В'ячеслав Ігорович
В'ячеслав Солдатенко (біл. Вячаслаў Ігаравіч Салдаценка; нар. 23 липня 1994, Орша) — білоруський гандболіст. Майстер спорту Білорусі. Воротар румунського клубу «Адаргею Секуєск» і національної збірної Білорусі.

## Кар'єра
Є вихованцем мінського СКА, за який виступав з 2012 року. У лютому 2017 року перейшов в німецький клуб «Балінген-Вайльштетен». За підсумками сезону-2016/17 «Балінген» втратив місце в Бундеслізі, і в липні 2017 року В'ячеслав став гравцем румунського клубу «Адаргею Секуєск».
У лютому 2018 року, коли у зв'язку зі смертю засновника румунської команди був змушений покинути її, повернувся в СКА.